# ديانا آدامز
ديانا آدامز (بالإنجليزية: Diana Adams)‏ هي راقصة أمريكية، ولدت في 29 مارس 1926 في ستونتون في الولايات المتحدة، وتوفيت في 10 يناير 1993 في سان أندرياس في الولايات المتحدة.

## وصلات خارجية
- ديانا آدامز على موقع IMDb (الإنجليزية)
- ديانا آدامز على موقع قاعدة بيانات برودواي على الإنترنت (الإنجليزية)
- ديانا آدامز على موقع ديسكوغز (الإنجليزية)